# L'Autre qu'on adorait
L'Autre qu'on adorait est un roman autofictionnel de Catherine Cusset publié le 18 août 2016 aux éditions Gallimard.
Douzième roman de Catherine Cusset, le livre fait partie de la 1re sélection du prix Goncourt 2016 ,.

## Résumé
Le roman décrit le parcours de vie de Thomas Bulot qui se suicide à l'aube de ses 40 ans. D'origine sociale modeste, elle y décrit son esprit brillant et son élan prometteur durant sa vie de jeune adulte en dressant un parallèle avec Marcel Proust. Puis, progressivement le roman aborde les échecs à l'École normale supérieure, les déboires sentimentaux et professionnelles, les difficultés financières et le mal-être constant de son ami de jeunesse. Elle y décrit également le monde universitaire, les fantasmes de la réussite américaine et la maladie mentale et plus précisément la bipolarité.

## Extrait
« Qu'est-ce qu'un portrait ? Les ignorances comblées par la fiction fausseront-elles celui-ci ? Entendra-t-on ton rire ? Verra-t-on comme je la vois la courbe de ta vie, cette ligne qui prend un grand tournant quand tu pars à vingt-trois ans aux Etats-Unis et qui, telle une voiture de sport, fonce vers un mur contre lequel elle va se fracasser ? »

## Éditions
- Éditions Gallimard, 2016  (ISBN 978-2-07-2688201).